# إف. ديفيد بوسويل
إف. ديفيد بوسويل هو عالم حاسوب وشخصية أعمال كندي، ولد في 1956.